# Sonaca araxicola
Sonaca araxicola là một loài ruồi trong họ Tachinidae.